# سارة فيتون

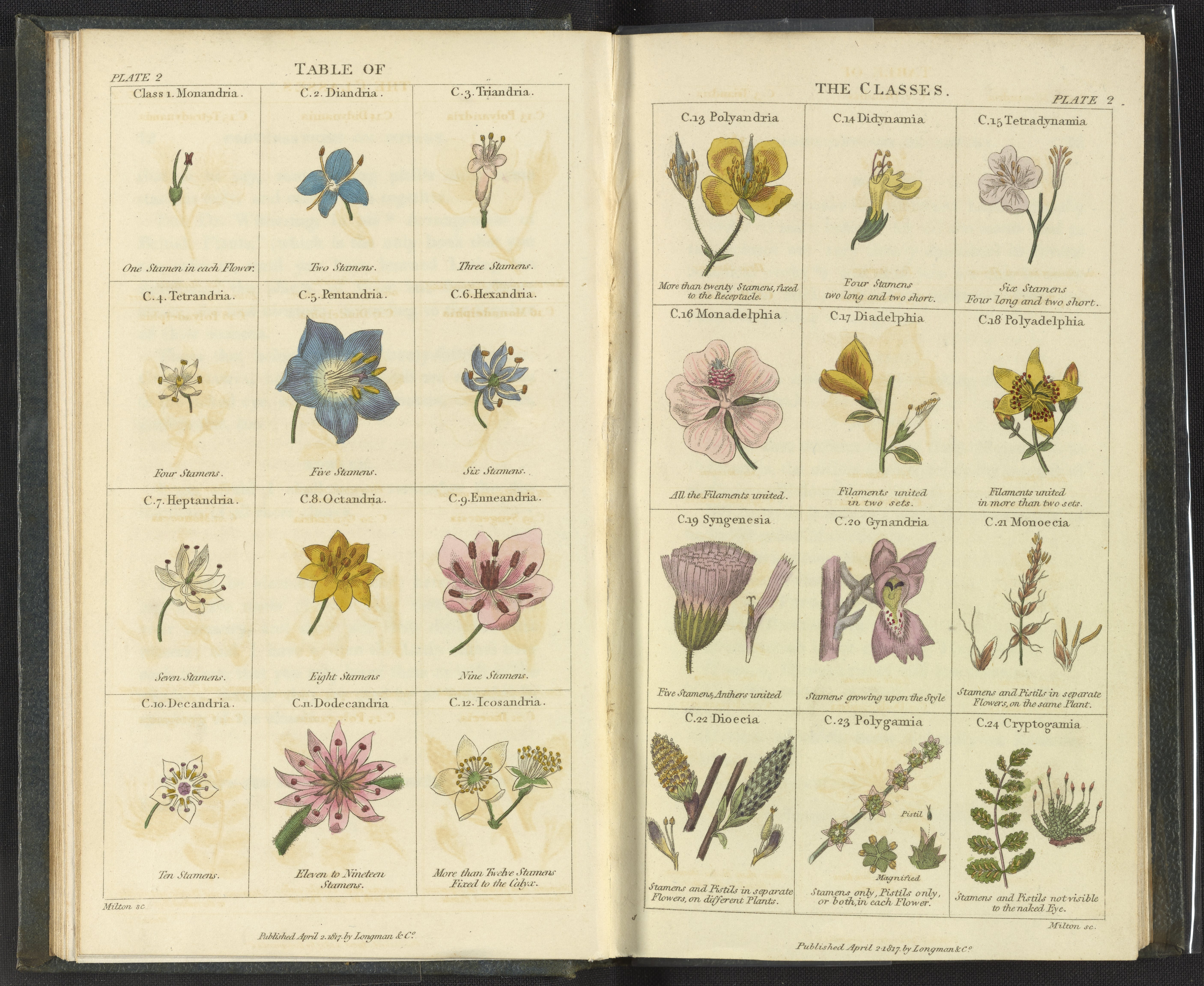
كتاب سارة فيتون حول النباتات

سارة آن فيتون (1848 - 28 أبريل 1927) فنانة نباتية بارعة من نيوزيلندا.

## حياتها المبكرة
هناك القليل من السجلات عن حياة فيتون المبكرة. هي من أصل إنجليزي، ولدت لهنري وليام بورتر في عام1848، وهو «رجل مستقل»، غالبا في لندن. ومن غير الواضح متى وصلت إلى نيوزيلندا ولكن تم تسجيل أنها تزوجت إدوارد فيتون في سانت بول، أوكلاند في عام 1870. في عام 1875 انتقلت فيتون وزوجها إلى غيسبورن، حيث تم تعيين إدوارد كأول ضابط أراضي في المنطقة.

## الأعمال المنشورة
بدأت فيتون وزوجها العمل على أعمالهم الأساسية ذي آرت آلبم أوف نيوزيلاند فلورا. رسمت (فيتون) الممر المائي للوحات بينما كتب زوجها النص. بدأ الفايتونز إنتاج ألبومهم لإظهار الاعتقاد السائد على نطاق واسع بأنه لم تكن هناك أزهار في نيوزيلندا.
كان الألبوم أول كتاب فني كامل اللون يصدر في نيوزيلندا. وتضمنت أوصافا منهجية وشعبية للنباتات المزهرة الأصلية في نيوزيلندا والجزر المجاورة، وتضمنت معلومات عن استخدامات الماوري للنباتات، التي مصدرها إدوارد من صديقه ويليام كولنسو. خلق فيتون كل الأعمال الفنية للكتاب وكلف الكروموليثوغرافيا للوحات الكتاب من ورشة عمل بوك وأبناء العم، ويلينغتون. صدر الألبوم في البداية في ثلاثة أجزاء، الجزء الأول صدر في نوفمبر 1887 والجزءان التاليان في 1888. صدرت الأجزاء الثلاثة كمجلد واحد في عام 1889. الكتاب كان الأول مع الفن كامل اللون ليتم طباعته في نيوزيلندا.
وقدمت حكومة نيوزيلندا نسخة من الكتاب إلى الملكة فيكتوريا في عام 1897 بمناسبة اليوبيل الماسي. تلك النسخة الآن في المتحف البريطاني.
كان القس ويليام كولنسو، وهو مستوطن بارز في وقت مبكر وخبير بارز في علم النبات، وأرشديكون (في وقت لاحق بيشوب) من المؤيدين الحريصين للكتاب وزودوا فيتون بعينات للرسم.
كولنسو سميت الأنواع المكتشفة حديثا، Dracophyllum featonium على شرفها. ويعتبر هذا النوع الآن مرادفا لDracophyllum strictum.

## الوقت اللاحق من حياتها
عانت فيتون في ضائقة مالية في وقت لاحق من حياتها وباعت العمل الفني الأصلي للكتاب إلى متحف دومينيون - الآن متحف نيوزيلندا تي بابا تونغاروا حيث لا يزال يحتفظ بهم. توفيت في غيسبورن في 28 أبريل 1927، ودفنت في مقبرة ماكاراكا.
كان لدى الفايتونز طفلان ولكن يعتقد أن ابن (إدوين، المعروف باسم تيدي) الذي من المعتقد أنه الوحيد الذي نجا في طفولته. عمل في وقت لاحق في شركة خليج هوك ومحطة ويليامز وكيتل.
وفي عام 2017، اختيرت فيتون كواحدة من «150 امرأة 150 عالمية» للجمعية الملكية، احتفالا بمساهمات المرأة في المعرفة في نيوزيلندا.